# Родопски драматичен театър „Николай Хайтов“
Родопският драматичен театър „Николай Хайтов“ се намира в град Смолян.
|  |

## История
С предписание № 11682 от 5 април 1951 г. на Комитета за наука, изкуство и култура към Околийския народен съвет в Смолян е формиран полупрофесионален Среднородопски театър. На първото заседание на художествения съвет, състояло се на 13 април 1951 г. в Народно читалище „Христо Ботев – 1871“, театърът е наречен Родопски народен театър.
Негов първи директор е Райчо Гаврилов. Със заповед №1 директорът командирова от Пловдив до Смолян за режисьор на първата постановка Сашо Симов. Заповед №2 е за първите назначения на работа – 14 артисти (Петър Бечев, Иван Чичовски, Мария Чичовска, Мария Палагачева, Мария Пенчева, Георги Палагачев, Христо Колев, Лазар Лазаров, Бельо Белев, Добрина Гавраилова, Васил Каймакамов, Маруся Колева, Иванка Маринова, Радка Атанасова), художник-сценограф (Кирил Гончаренко) и сценичен работник (Никола Каракехайов).
Първият работен ден е 3 май 1951 г. Първата избрана пиеса в репертоара на театъра е „Сватба“ от Мария Симова. Премиерното представление е играно на 14 юли 1951 г., което е официалното откриване на Родопския театър. Първият щатен професионален режисьор е Димитър Пунев, първият драматург – Михаил Величков, които са назначени през 1952 г.
В рамките на реформа в сценичните културни институти театърът е закрит с Постановление № 152 на Министерския съвет от 28 юли 2010 г. Министерският съвет приема на 5 март 2014 г. постановление за създаване на Родопски драматичен театър „Николай Хайтов“.

## Сграда на театъра
Сградата на Родопския драматичен театър е построена през 1984 година. Тя е уникална по мащаб и архитектура на територията на страната. Според класация на САБ тя е сред 20-те най-добри сгради на столетието. Проектът на проф. арх. Стефан Попов (професор в Международната академия по архитектура) печели награда на Американския институт по архитектура – „Специален приз“ на Третото световно биенале за архитектура в САЩ, 1985 г.

## Трупа
В своята 55-годишна история значими имена в българския театър са раздавали таланта си на сцената на театъра в Смолян, сред които са актьорите (по азбучен ред) Адриан Петров, Бончо Урумов, Венелин Пехливанов, Елена Начева-Лафазанова, Елена Баева, Елка Михайлова, Емилия Ованесян, Златина Тодева, Иван Балсамаджиев, Илка Зафирова, Кирил Варийски, Кръстю Лафазанов, Кръстю Кръстев, Маргарита Дупаринова, Майя Остоич, Мая Новоселска, Никола Тодев, Продан Нончев, Стоян Пепеланов, Тодор Колев, Цветана Манева и много други. Сред режисьорите са (по азбучен ред) Александър Морфов, Андрей Чапразов, Асен Шопов, Бина Харалампиева, Богдан Сърчаджиев, Борис Панкин, Борислав Чакринов, Вили Цанков, Енчо Халачев, Йордан Саръиванов, Крикор Азарян, Леон Даниел, Любен Гройс, Теди Москов, Юлия Огнянова и редица други.

## Патрон на театъра
С указ №14 от 23 януари 2006 г. на президента Георги Първанов, по предложение на министъра на културата проф. Стефан Данаилов, театърът е преименуван на Родопски драматичен театър „Николай Хайтов“. Официалното честване по преименуването се състои на 30.06.2006 г. в присъствието на министъра на културата, кметицата на града Дора Янкова, синовете и дъщерята на Николай Хайтов – Александър Хайтов, Здравец Хайтов и Елена Хайтова, съпругата му Жени Божилова и други официални гости.

## Международни изяви
През 2002 г. театърът провежда турне в САЩ в Ню Йорк и Лос Анжелис с постановката на „Последният евреин“ от Джаред Стаин, режисьор Петър Карапетков, и с 2 работни сесии на Емилия Ованесян в Театралния факултет на Колумбийския университет.